# Oliver Askew
Oliver Clark Askew (Melbourne, 12 dicembre 1996) è un pilota automobilistico statunitense naturalizzato svedese, vincitore del Indy Lights nel 2019. Dal 2020 al 2021 partecipa nel campionato IndyCar Series, mentre nel 2022 ha corso in Formula E.

## Carriera

### Inizi
Askew inizia a correre in kart all'età di 8 anni, nel 2016 viene selezionato come vincitore della borsa di studio Team USA. Grazie alla borsa di studio riesce a partecipare alla Formula Ford Festival e alla Walter Hayes Trophy. Nel 2017 Askew vince il suo primo campionato, il USF2000, questa vittoria valsa al pilota americano di avere una borsa di studio da Mazda per correre nella serie Pro Mazda, il gradino intermedio del sistema di scale Mazda Road to Indy per le corse IndyCar. Nel 2018 si lega al team Cape Motorsports per la serie Pro Mazda 2018, riesce a conquistare una vittoria alla penultima gara e chiude terzo in classifica.

### Indy Lights

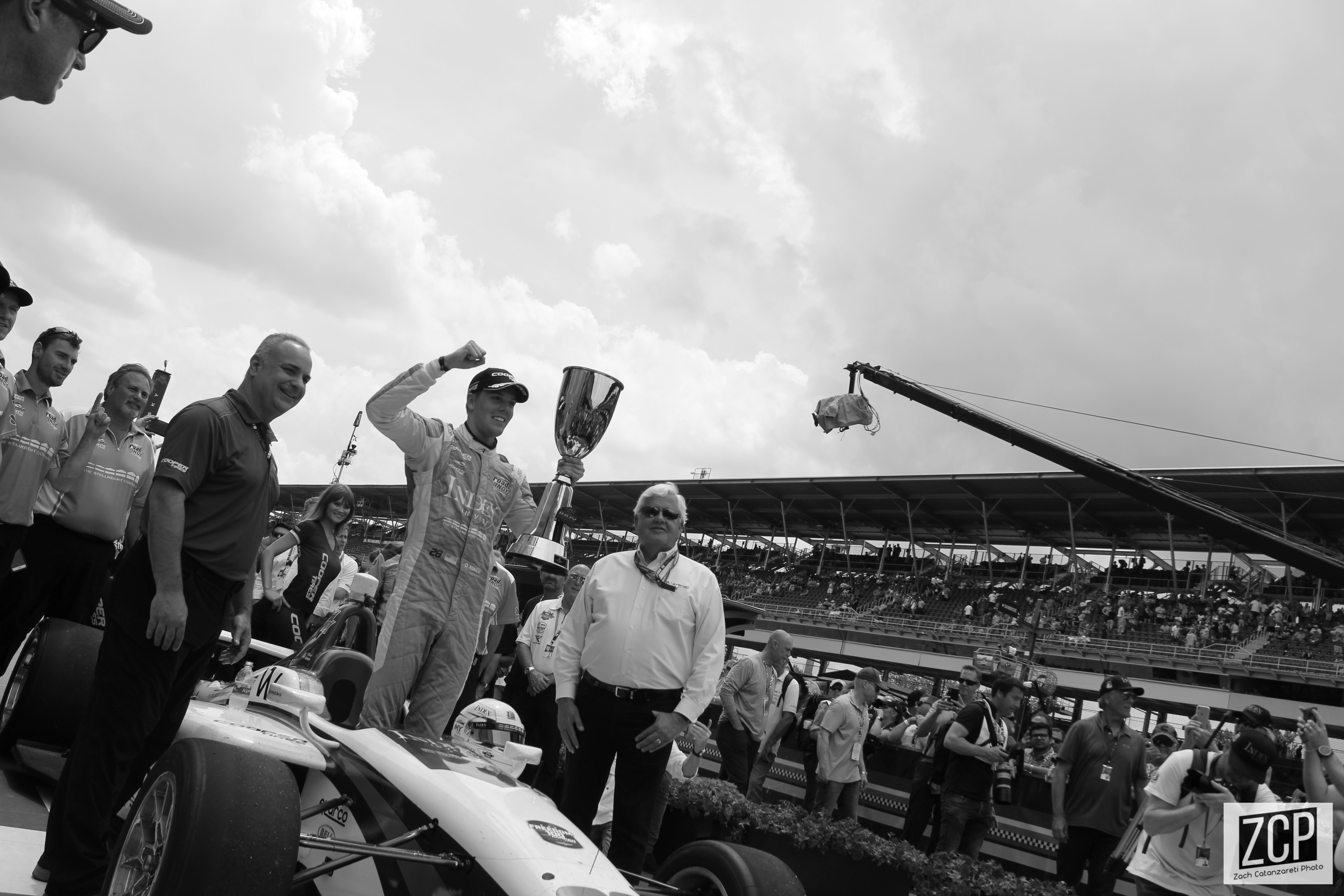
Oliver Askew vincitore di Indy Lights

Nel settembre 2018, Askew partecipa al Chris Griffis Memorial Test con Andretti Autosport, poi nel febbraio del 2019 viene scelto dal team per correre nel Indy Lights. Il pilota della Florida vince sette gare e si laura campione davanti al olandese Rinus VeeKay. Grazie alla vittoria del campionato riceve una borsa di studio che gli garantisce l'ingresso in un minimo di tre gare della IndyCar Series 2020, tra cui la 500 Miglia di Indianapolis.

### IndyCar
Nel luglio del 2019, Askew partecipa ai test di Portland con il team Chip Ganassi Racing. Il 28 ottobre 2019, Arrow McLaren SP annuncia Askew, insieme a Patricio O'Ward, come piloti titolari a tempo pieno per la stagione 2020. Nella gara di Iowa Speedway conquista il suo primo podio nella categoria grazie un terzo posto dietro a Simon Pagenaud e Scott Dixon. Durante la 500 Miglia di Indianapolis subisce un duro incidente, il pilota della Florida subisce dei sintomi simili a commozioni cerebrali, ma decide di correre i quattro eventi successivi ma poi è costretto a uno stop e salta due corse. Ritorna per il finale di stagione, nella gara di St. Petersburg.
Il 12 ottobre del 2020, Arrow McLaren SP decide di appiedare Askew senza fornire una ragione. Ma nella seconda gara sul Circuito di Detroit ritorna in IndyCar proprio con il team Arrow McLaren SP per sostituire Felix Rosenqvist. Askew corre anche la gara successiva a Road America questa volta con il team Ed Carpenter Racing per sostituire Rinus VeeKay. Nel luglio 2021 Askew partecipa ai test con il team Rahal Letterman Lanigan Racing al Barber Motorsports Park insieme al pilota danese di Formula 2 Christian Lundgaard. Dopo i test il team decide di ingaggiare entrambi i piloti per le ultime tre gare della stagione. Alla fine il team RLL sceglie Christian Lundgaard per guidare la loro terza vettura a tempo pieno nel 2022, ponendo fine alle possibilità di Askew con il team e di correre in IndyCar.

### IMSA
Non confermato dal team Arrow McLaren SP, Askew sposta i suoi interessi nelle gare di endurance, vincendo al debutto la 24 Ore di Daytona (Classe LMP3) alla guida della Ligier JS P320 del team Riley Motorsports. Per la gara successiva, la 12 Ore di Sebring, il pilota passa al team Forty7 Motorsport, che schiera una Duqueine M30 - D08, mentre per il resto del campionato IMSA viene ingaggiato dal team Andretti Autosport.

### Formula E
Il 24 novembre 2021 il team Andretti Autosport annuncia l'ingaggio di Oliver Askew come pilota per il team di Formula E per la stagione 2021-2022. Esordisce nel E-Prix di Dirʿiyya dove riesce a chiudere subito a punti. Dopo tre gare chiuso fuori dalla top 10 chiude decimo nella seconda gara del E-Prix di Roma, ma a causa di una penalità scende al 15 posto. Nel resto della stagione ottiene altri due ottimi risultati, chiude quarto a Londra e quinto nel ultima gara stagionale a Seoul. Askew chiude sedicesimo in classifica, primo tra i Rookie. Nonostante ciò, il pilota americano non viene riconfermato per la stagione 2022-2023.
Ad aprile 2025 il team Andretti conferma il ritorno di Askew in qualità di terzo pilota aggiuntivo per il resto della stagione 2025.

## Oltre le corse
Nel 2023 rimasto senza sedile, decide di far parte del gruppo di commentatori per il programma ufficiale della Formula E, a partire dall'E-Prix di Città del Messico, accompagnando l'ex campione di serie, Nelson Piquet Jr. e Naomi Schiff.

## Risultati

### Riassunto della carriera
| Stagione | Serie                | Team                           | Gare                        | Vittorie                    | Pole                        | G.V                         | Podio                       | Punti                       | Pos.                        |
| -------- | -------------------- | ------------------------------ | --------------------------- | --------------------------- | --------------------------- | --------------------------- | --------------------------- | --------------------------- | --------------------------- |
| 2015     | Formula Masters Cina | Absolute Racing                | 6                           | 0                           | 0                           | 0                           | 2                           | 34                          | 10°                         |
| 2017     | U.S. F2000 National  | Cape Motorsports               | 14                          | 7                           | 7                           | 8                           | 11                          | 351                         | 1°                          |
| 2018     | Pro Mazda            | Cape Motorsports               | 16                          | 1                           | 3                           | 2                           | 5                           | 303                         | 3°                          |
| 2019     | Indy Lights          | Andretti Autosport             | 18                          | 7                           | 7                           | 5                           | 15                          | 486                         | 1°                          |
| 2020     | IndyCar Series       | Arrow McLaren SP               | 12                          | 0                           | 0                           | 0                           | 1                           | 195                         | 19°                         |
| 2021     | IMSA - LMP3          | Riley Motorsports              | 1                           | 1                           | 0                           | 0                           | 1                           | 1744                        | 6°                          |
| 2021     | IMSA - LMP3          | Forty7 Motorsports             | 1                           | 0                           | 0                           | 0                           | 0                           | 1744                        | 6°                          |
| 2021     | IMSA - LMP3          | Andretti Autosport             | 5                           | 0                           | 0                           | 1                           | 0                           | 1744                        | 6°                          |
| 2021     | IndyCar Series       | Arrow McLaren SP               | 1                           | 0                           | 0                           | 0                           | 0                           | 61                          | 29°                         |
| 2021     | IndyCar Series       | Ed Carpenter Racing            | 1                           | 0                           | 0                           | 0                           | 0                           | 61                          | 29°                         |
| 2021     | IndyCar Series       | Rahal Letterman Lanigan Racing | 3                           | 0                           | 0                           | 0                           | 0                           | 61                          | 29°                         |
| 2022     | Formula E            | Avalanche Andretti Autosport   | 16                          | 0                           | 0                           | 0                           | 0                           | 24                          | 16°                         |
| 2025     | Formula E            | Andretti                       | Terzo pilota e collaudatore | Terzo pilota e collaudatore | Terzo pilota e collaudatore | Terzo pilota e collaudatore | Terzo pilota e collaudatore | Terzo pilota e collaudatore | Terzo pilota e collaudatore |

* Stagione in corso.

### Risultati in Indycar
| Anno | Team                    | Telaio       | Nº | Motore    | 1     | 2      | 3      | 4      | 5     | 6     | 7       | 8      | 9      | 10     | 11     | 12  | 13  | 14     | 15    | 16     | Pos. | Punti |
| ---- | ----------------------- | ------------ | -- | --------- | ----- | ------ | ------ | ------ | ----- | ----- | ------- | ------ | ------ | ------ | ------ | --- | --- | ------ | ----- | ------ | ---- | ----- |
| 2020 | Arrow McLaren SP        | Dallara DW12 | 7  | Chevrolet | TXS 9 | IMS 26 | ROA 15 | ROA 21 | IOW 3 | IOW 6 | INDY 30 | GTW 14 | GTW 17 | MDO 19 | MDO 15 | IMS | IMS | STP 16 |       |        | 19°  | 195   |
| 2021 | Arrow McLaren SP        | Dallara DW12 | 7  | Chevrolet | ALA   | STP    | TXS    | TXS    | IMS   | INDY  | DET     | DET 25 |        |        |        |     |     |        |       |        | 29°  | 61    |
| 2021 | Ed Carpenter Racing     | Dallara DW12 | 21 | Chevrolet |       |        |        |        |       |       |         |        | ROA 12 | MDO    | NSH    | IMS | GTW |        |       |        | 29°  | 61    |
| 2021 | Rahal Letterman Lanigan | Dallara DW12 | 45 | Honda     |       |        |        |        |       |       |         |        |        |        |        |     |     | POR 24 | LAG 9 | LBH 22 | 29°  | 61    |

### Risultati in IMSA
| Anno | Team               | Classe | Auto               | Motore                 | 1     | 2     | 3     | 4     | 5     | 6     | 7      | Punti | Pos. |
| ---- | ------------------ | ------ | ------------------ | ---------------------- | ----- | ----- | ----- | ----- | ----- | ----- | ------ | ----- | ---- |
| 2021 | Riley Motorsports  | LMP3   | Ligier JS P320     | Nissan VK56DE 5.6 L V8 | DAY 1 |       |       |       |       |       |        | 1744  | 6°   |
| 2021 | Andretti Autosport | LMP3   | Ligier JS P320     | Nissan VK56DE 5.6 L V8 |       |       | MDO 6 | WGL 4 | WGL 4 | ELK 5 | PET 10 | 1744  | 6°   |
| 2021 | Forty7 Motorsport  | LMP3   | Duqueine M30 - D08 | Nissan VK56DE 5.6 L V8 |       | SEB 4 |       |       |       |       |        | 1744  | 6°   |

### Formula E
(legenda) (Le gare in grassetto indicano la pole position) (Le gare in corsivo indicano Gpv)
| Anno    | Squadra                      | Vettura          | 1     | 2      | 3      | 4      | 5      | 6      | 7      | 8      | 9      | 10     | 11     | 12      | 13    | 14      | 15      | 16    | Punti | Pos. |
| ------- | ---------------------------- | ---------------- | ----- | ------ | ------ | ------ | ------ | ------ | ------ | ------ | ------ | ------ | ------ | ------- | ----- | ------- | ------- | ----- | ----- | ---- |
| 2021-22 | Avalanche Andretti Autosport | Spark-BMW iFE.21 | DIR 9 | DIR 11 | MEX 17 | ROM 14 | ROM 15 | MON 16 | BER 15 | BER 15 | GIA 13 | MAR 11 | NYC 19 | NYC Rit | LON 4 | LON Rit | SEO Rit | SEO 5 | 24    | 16°  |

- G: Pilota col giro più veloce nel gruppo di qualifica.
- *: Fanboost